# آسانا کو
آسانا کو (انگلیسی: Asana Co) شرکت فناوری اطلاعات آمریکایی است، که در سال ۲۰۰۸ توسط داستین موسکوویتز و جاستین روزنشتاین تأسیس شد.